# Witold Trzeciakowski

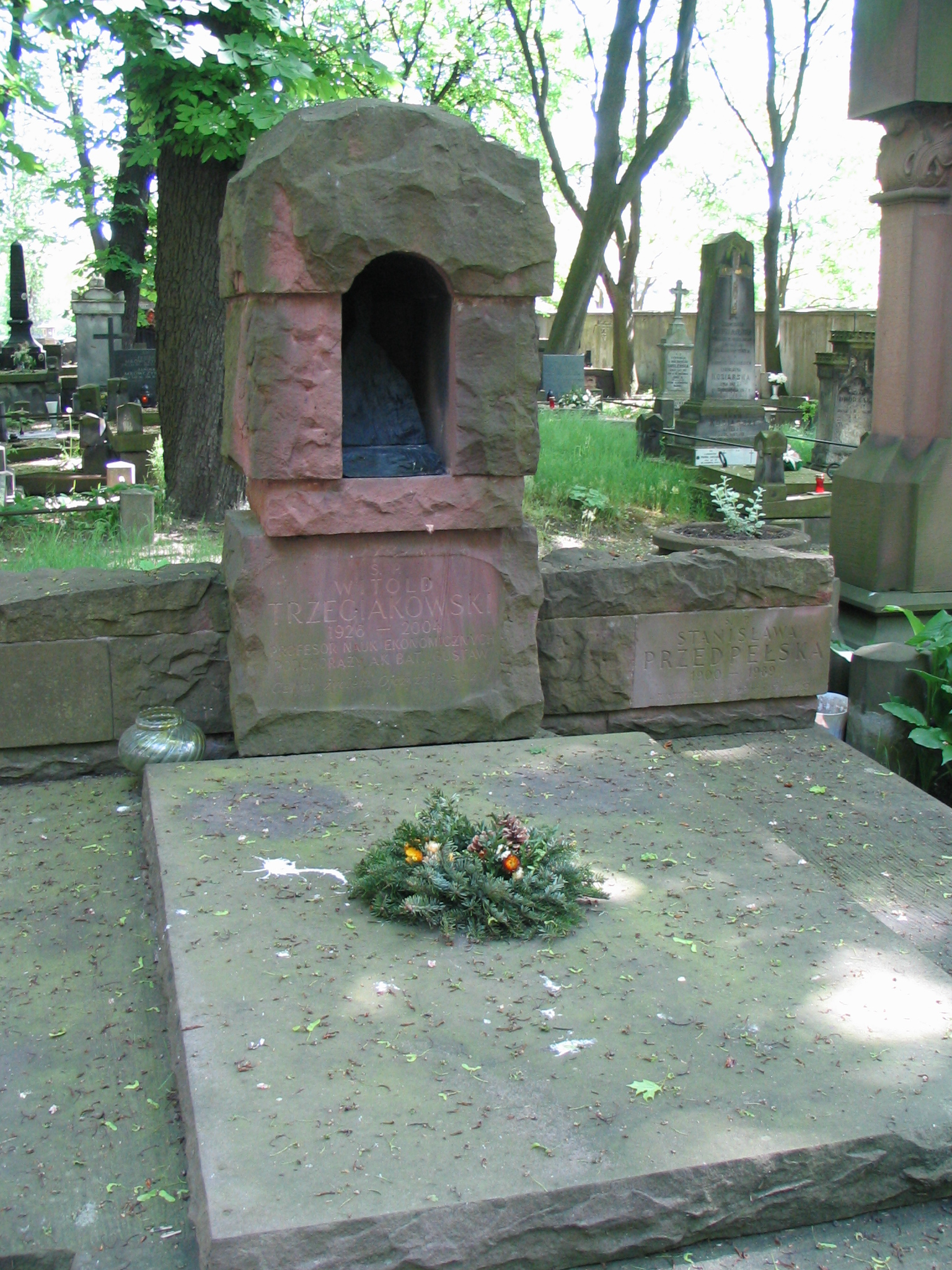
Nagrobek Witolda Trzeciakowskiego na cmentarzu Powązkowskim

Witold Mieczysław Trzeciakowski (ur. 6 lutego 1926 w Warszawie, zm. 21 stycznia 2004) – polski ekonomista, senator I kadencji, minister-członek Rady Ministrów w rządzie Tadeusza Mazowieckiego.

## Życiorys
Absolwent Szkoły Głównej Planowania i Statystyki w Warszawie z 1951, uzupełniał studia w Stanach Zjednoczonych (na uniwersytetach Harvarda i Columbia, dzięki rocznemu stypendium Fundacji Forda). W 1960 r. uzyskał stopień doktora nauk ekonomicznych. W 1971 otrzymał tytuł naukowy profesora nauk ekonomicznych. Od 1978 zajmował stanowisko profesora zwyczajnego.
Po II wojnie światowej uruchomił i prowadził – założoną przez swego ojca, również Witolda – fabrykę wyrobów metalowych Podkowiak w Szydłowcu. Pracował jako projektant w Biurze Projektów Transportu. W latach 1959–1981 był pracownikiem Instytutu Koniunktur i Cen Handlu Zagranicznego (m.in. jako dyrektor tej placówki). Od 1969 do 1980 pracował na Uniwersytecie Łódzkim, a w latach 1981–1989 w Instytucie Nauk Ekonomicznych Polskiej Akademii Nauk. Od 1981 do 1984 wchodził w skład Prymasowskiej Rady Społecznej, następnie przewodniczył Kościelnemu Komitetowi Rolniczemu i radzie nadzorczej Fundacji Wodnej.
Był ekspertem Niezależnego Samorządnego Związku Zawodowego „Solidarność”. Uczestniczył w obradach Okrągłego Stołu jako przewodniczący zespołu ds. gospodarki i polityki społecznej. W czerwcu 1989 został wybrany senatorem I kadencji z ramienia Komitetu Obywatelskiego. W Senacie należał do Komisji Gospodarki Narodowej. We wrześniu 1989 został powołany na stanowisko ministra-członka Rady Ministrów w rządzie Tadeusza Mazowieckiego (od grudnia 1989 przewodniczył Radzie Ekonomicznej rządu). Po 1990 związany ze środowiskiem Unii Demokratycznej i Unii Wolności.
Był autorem ponad 150 publikacji naukowych z dziedziny ekonomii, także książkowych (m.in. Modele pośredniego kierowania gospodarką planową w sterowaniu handlem zagranicznym z 1975).
Pochowany na cmentarzu Powązkowskim w Warszawie (kwatera 163–2–31/32).

## Życie prywatne
Mąż tłumaczki Anny Przedpełskiej-Trzeciakowskiej.

## Odznaczenia
Odznaczony m.in. Krzyżem Komandorskim z Gwiazdą Orderu Odrodzenia Polski (2001).